# Goldene Himbeere/Schlechtester Song
Die Goldene Himbeere für den schlechtesten Original-Song wird seit 1981 unregelmäßig vergeben.

## Schlechtester Original-Song 1980 bis 1989

### 1980
- The Man With Bogart's Face aus dem Film Sam Marlow, Privatdetektiv, Alternativtitel Der Mann mit Bogarts Gesicht (OT: The Man With Bogart's Face), Musik von George Duning, Text von Andrew Fenady

Außerdem nominiert:
- (You) Can't Stop The Music aus dem Film Supersound und flotte Sprüche (OT: Can't Stop The Music), Musik und Text von Jaques Morali
- Suspended in Time aus dem Film Xanadu (OT: Xanadu), Musik und Text von John Farrar
- Where Do You Catch The Bus for Tomorrow? aus dem Film Jahreszeiten einer Ehe (OT: A Change Of Seasons), Musik von Henry Mancini, Text von Marilyn und Alan Bergman
- You, Baby, Baby! aus dem Film Der Jazz-Sänger (OT: The Jazz Singer), Musik und Text von Neil Diamond

### 1981
- Baby Talk aus dem Film Ich brauche einen Erben (OT: Paternity), Musik von David Shire, Text von David Frishberg

Außerdem nominiert:
- Hearsts, Not Diamonds aus dem Film Fanatiker (OT: The Fan), Musik von Marvin Hamlisch, Text von Tim Rice
- The Man in The Mask aus dem Film Die Legende vom einsamen Ranger (OT: The Legend Of The Lone Ranger), Musik von John Barry, Text von Dean Pitchford
- Only When I Laugh aus dem Film Mrs. Hines und Tochter (OT: Only When I Laugh), Musik von David Shire, Text von Richard Maltby Jr.
- You, You're Crazy aus dem Film Da steht der ganze Freeway kopf (OT: Honky Tonk Freeway), Komponiert von Frank Musker und Dominic Bugatti

### 1982
- Pumpin’ and Blowin’ aus dem Film Pirate Movie (OT: The Pirate Movie), geschrieben von Terry Britten, B. A. Robertson und Sue Schifrin

Außerdem nominiert:
- Comin' Home to You (Is Like Comin' Home to Milk and Cookies) aus dem Film Daddy! Daddy! Fünf Nervensägen und ein Vater (OT: Author! Author!), Musik von Dave Grusin, Text von Marilyn and Alan Bergman
- Happy Endings aus dem Film Pirate Movie (OT: The Pirate Movie), geschrieben von Terry Britten, B. A. Robertson und Sue Schifrin
- It's Wrong for Me to Love You aus dem Film Butterfly – Der blonde Schmetterling, Alternativtitel Der Richter von Nevada (OT: Butterfly), Musik von Ennio Morricone, Text von Carol Connors
- No Sweeter Cheater Than You aus dem Film Honkytonk Man (OT: Honky Tonk Man), geschrieben von Gail Redd und Mitchell Torok

### 1983
- The Way You Do It aus dem Film Karriere durch alle Betten (OT: The Lonely Lady), geschrieben von Jeff Harrington und J. Pennig

Außerdem nominiert:
- Each Man Kills The Thing He Loves aus dem Film Querelle – Ein Pakt mit dem Teufel (OT: Querelle), Musik von Peer Raben, Text aus einem Gedicht von Oscar Wilde
- Lonely Lady aus dem Film Karriere durch alle Betten (OT: The Lonely Lady), Musik von Charles Calello, Text von Roger Voudouris
- Yor's World! aus dem Film Einer gegen das Imperium (OT: Yor: The Hunter From The Future), Musik von Guido deAngelis und Maurizio deAngelis, Text von Barbara Antonia, Susan Duncan-Smith, Pauline Hanna und Cesare deNatale
- Young and Joyful Bandit aus dem Film Querelle (OT: Querelle), Musik von Peer Raben, Text von Jeanne Moreau

### 1984
- Drinkenstein aus dem Film Der Senkrechtstarter (OT: Rhinestone), Musik und Text von Dolly Parton

Außerdem nominiert:
- Love Kills aus dem Film Metropolis (OT: Metropolis), Musik und Text von Freddie Mercury und Giorgio Moroder
- Sex Shooter aus dem Film Purple Rain (OT: Purple Rain) Musik und Text von Prince
- Smooth Talker aus dem Film Body Rock (OT: Body Rock), geschrieben von David Sembello, Michael Sembello und Mark Hudson
- Sweet Lovin' Friends aus dem Film Der Senkrechtstarter (OT: Rhinestone), Musik und Text von Dolly Parton

### 1985
- Peace in Our Life aus dem Film Rambo II – Der Auftrag (OT: Rambo: First Blood Part II), Musik von Frank Stallone, Peter Schless und Jerry Goldsmith, Text von Frank Stallone

Außerdem nominiert:
- All You Can Eat aus dem Film Krush Groove (OT: Krush Groove), geschrieben von Kurtis Blow, Damon Wimbley, Darren Robinson und Mark Morales (The Fat Boys)
- The Last Dragon aus dem Film Der Tanz des Drachen (OT: The Last Dragon), geschrieben von Norman Whitfield und Bruce Miller
- Oh, Jimmy! aus dem Film Die Frau des Profis (OT: Neil Simon's The Slugger's Wife), Musik und Text von Sarah M. Taylor
- 7th Heaven aus dem Film Der Tanz des Drachen (OT: The Last Dragon), geschrieben von Bill Wolfer und Vanity

### 1986
- Love or Money aus dem Film Under the Cherry Moon – Unter dem Kirschmond (OT: Under The Cherry Moon), geschrieben von Prince and The Revolution

Außerdem nominiert:
- Howard The Duck aus dem Film Howard – Ein tierischer Held (OT: Howard The Duck), geschrieben von Thomas Dolby, Allee Willis und George Clinton
- I Do What I Do aus dem Film 9½ Wochen (OT: 9 1/2 Weeks), geschrieben von Jonathon Elias, John Taylor und Michael Des Barres
- Life in a Looking Glass aus dem Film That’s Life! So ist das Leben (OT: That's Life), Musik von Henry Mancini, Text von Leslie Bricusse
- Shanghai Surprise aus dem Film Shanghai Surprise (OT: Shanghai Surprise), geschrieben von George Harrison

### 1987
- I Want Your Sex aus dem Film Beverly Hills Cop II (OT: Beverly Hills Cop II), geschrieben von George Michael

Außerdem nominiert:
- El Coco Loco (So, SO Bad) aus dem Film Who’s That Girl (OT: Who’s That Girl?), geschrieben von Coati Mundi
- Let's Go to Heaven in My Car aus dem Film Police Academy 4 – Und jetzt geht’s rund (OT: Police Academy 4), geschrieben von Brian Wilson, Eugene E. Landy und Gary Usher
- Million Dollar Mystery aus dem Film Die 4-Millionen-Dollar-Jagd (OT: Million Dollar Mystery), geschrieben von Barry Mann und John Lewis Parker
- You Can Be a Garbage Pail Kid aus dem Film Die Schmuddelkinder (OT: The Garbage Pail Kids' Movie), geschrieben von Michael Lloyd

### 1988
- Jack Fresh aus dem Film Caddyshack II (OT: Caddyshack II), geschrieben und gesungen von Full Force

Außerdem nominiert:
- Skintight aus dem Film Johnny be Good (OT: Johnny be Good), geschrieben und gesungen von Ted Nugent
- Therapist aus dem Film Nightmare on Elm Street 4 (OT: A Nightmare on Elm Street 4), geschrieben und gesungen von Vigil

### 1989
- Bring Your Daughter… to the Slaughter aus dem Film Nightmare on Elm Street 5 – Das Trauma (OT: A Nightmare on Elm Street 5: The Dream Child), geschrieben von Bruce Dickinson

Außerdem nominiert:
- Let's Go! aus dem Film Nightmare on Elm Street 5 – Das Trauma (OT: A Nightmare on Elm Street 5: The Dream Child), geschrieben von Mohanndas Dewese (auch bekannt als Kool Moe Dee)
- (I Don't Wanna Be Buried in A) Pet Sematary aus dem Film Friedhof der Kuscheltiere (OT: Pet Sematary), geschrieben von Dee Dee Ramone und Daniel Rey

## Schlechtester Original-Song 1990 bis 1999

### 1990
- He's Comin' Back (The Devil!) aus dem Film Von allen Geistern besessen!, Alternativtitel Leslie Nielsen ist von allen Geistern besessen (OT: Repossessed), Musik und Text von Chris LeVrar

Außerdem nominiert:
- The Measure of a Man aus dem Film Rocky V (OT: Rocky V), Musik und Text von Alan Menken
- One More Cheer for Me! aus dem Film Stella (OT: Stella), geschrieben von Jay Gruska und Paul Gordon

### 1991
- Addams Groove aus dem Film Addams Family (OT: The Addams Family), geschrieben von MC Hammer und Felton C. Pilate II

Außerdem nominiert:
- Cool as Ice aus dem Film Cool As Ice (OT: Cool As Ice), geschrieben von Vanilla Ice, Gail Sky King and Princess
- Why Was I Born (Freddy's Dead) aus dem Film Freddy’s Finale – Nightmare on Elm Street 6 (OT: Freddy's Dead: The Final Nightmare), geschrieben von Iggy Pop und Whitehorn „Whitey“ Kirst

### 1992
- High Times, Hard Times aus dem Film Die Zeitungsjungen (OT: Newsies, alternativer OT: News Boys), Musik von Alan Menken, Text von Jack Feldman

Außerdem nominiert:
- Book of Days aus dem Film In einem fernen Land (OT: Far And Away), Musik von Enya, Text von Roma Ryan
- Queen of The Night aus dem Film Bodyguard (OT: The Bodyguard), geschrieben von Whitney Houston, L.A. Reid, Babyface und Daryl Simmons

### 1993
- Addams Family (WHOOMP!) aus dem Film Die Addams Family in verrückter Tradition (OT: Addams Family Values), von Ralph Sall, Steve (Roll'n) Gibson und Cecil (DC) Glenn

Außerdem nominiert:
- Big Gun aus dem Film Last Action Hero, Alternativtitel Der letzte Action Held (OT: Last Action Hero), geschrieben von Angus Young und Malcolm Young
- (You Love Me) In All The Right Places aus dem Film Ein unmoralisches Angebot (OT: Indecent Proposal), Musik von John Barry, Text von Lisa Stansfield, Ian Devaney und Andy Morris

### 1994
- Marry The Mole! aus dem Film Don Bluths Däumeline, Alternativtitel Däumeline und Hans Christian Andersen's Däumeline (OT: Don Bluth's Thumbelina), Musik von Barry Manilow, Text von Jack Feldman

Außerdem nominiert:
- The Color of The Night aus dem Film Color of Night (OT: Color Of Night), Musik und Text von Jud J. Friedman, Lauren Christy und Dominic Frontiere
- Under The Same Sun aus dem Film Auf brennendem Eis (OT: On Deadly Ground), geschrieben von Mark Hudson, Klaus Meine und Scott Fairbairn

### 1995
- Walk Into The Wind aus dem Film Showgirls (OT: Showgirls), geschrieben von Dave Stewart und Terry Hall

Außerdem nominiert:
- (Feel The) Spirit of Africa aus dem Film Congo (OT: Congo), Musik von Jerry Goldsmith, Text von Lebo M
- Hold Me, Thrill Me, Kiss Me, Kill Me aus dem Film Batman Forever (OT: Batman Forever), von U2, Text von Bono

### 1996
- Pussy, Pussy, Pussy (Whose Kitty Cat Are You?) aus dem Film Striptease (OT: Striptease), geschrieben von Marvin Montgomery

Außerdem nominiert:
- Welcome to Planet Boom! auch bekannt als This Boom's for You aus dem Film Barb Wire – Flucht in die Freiheit (OT: Barb Wire), geschrieben von Tommy Lee
- Whenever There is Love aus dem Film Daylight (OT: Daylight), geschrieben von Bruce Roberts und Sam Roman

### 1997
- Jeder Song aus dem Film Postman (OT: The Postman), Musik und Text von Jeffrey Barr, Glenn Burke, John Coinman, Joe Flood, Blair Forward, Maria Machado und Jono Manson

Außerdem nominiert:
- The End is The Beginning is The End aus dem Film Batman & Robin (OT: Batman & Robin), geschrieben von Billy Corgan
- Fire Down Below aus dem Film Fire Down Below (OT: Fire Down Below), Musik und Text von Steven Seagal und Mark Collie
- How Do I Live? aus dem Film Con Air (OT: Con Air), geschrieben von Diane Warren
- My Dream aus dem Film Speed 2 (OT: Speed 2: Cruise Control), geschrieben von Orville Burrell, Robert Livingston und Dennis Haliburton

### 1998
- I Wanna Be Mike Ovitz! aus dem Film Fahr zur Hölle Hollywood, Alternativtitel Die Hölle von Hollywood (OT: An Alan Smithee Film: Burn Hollywood Burn), geschrieben von Joe Eszterhas und Gary G. Wiz

Außerdem nominiert:
- Barney, The Song aus dem Film Barneys großes Abenteuer (OT: Barney's Great Adventure – The Movie), geschrieben von Jerry Herman
- I Don’t Want to Miss a Thing aus dem Film Armageddon – Das jüngste Gericht (OT: Armageddon), geschrieben von Diane Warren
- Storm aus dem Film Mit Schirm, Charme und Melone (OT: The Avengers), geschrieben von Bruce Woolley, Chris Elliott, Marius de Vries, Betsy Cook und Andy Caine
- Too Much aus dem Film Spiceworld – Der Film (OT: Spice World), geschrieben von den Spice Girls, Andy Watkins and Paul Wilson

### 1999
- Wild Wild West aus dem Film Wild Wild West (OT: Wild Wild West), geschrieben von Stevie Wonder, Kool Moe Dee und Will Smith

## Schlechtester Original-Song seit 2000

### 2002
- I’m Not a Girl, Not Yet a Woman aus dem Film Not a Girl – Crossroads (OT: Crossroads), geschrieben von Max Martin, Rami Yacoub und Dido

Außerdem nominiert:
- Die Another Day aus dem Film Stirb an einem anderen Tag (OT: Die Another Day), geschrieben von Madonna und Mirwais Ahmadzai
- Overprotected aus dem Film Not a Girl – Crossroads (OT: Crossroads), geschrieben von Max Martin, Rami Yacoub